# Teodorówka (Biłgoraj)
Pour les articles homonymes, voir Teodorówka.
Teodorówka (prononciation : [tɛɔdɔˈrufka]) est un village polonais de la gmina de Biłgoraj dans le powiat de Biłgoraj de la voïvodie de Lublin dans l'est de la Pologne.
Le village comptait approximativement une population de 153 habitants en 2008.

## Histoire
De 1975 à 1998, le village est attaché administrativement à la voïvodie de Zamość.

Depuis 1999, il fait partie de la voïvodie de Lublin.